# Ozirna
Ozirna (ukr. Озірна) – wieś na Ukrainie, w obwodzie czerkaskim, w rejonie zwinogródzkim, w hromadzie Wodianyky. W 2001 liczyła 1209 mieszkańców, spośród których 1178 wskazało jako ojczysty język ukraiński, 27 rosyjski, 2 mołdawski, 1 bułgarski, a 1 inny.